# یواس‌اس اوستارا (ای‌کی‌ای-۳۳)
یواس‌اس اوستارا (ای‌کی‌ای-۳۳) (به انگلیسی: USS Ostara (AKA-33)) یک کشتی بود که طول آن ۴۲۶ فوت (۱۳۰ متر) بود. این کشتی در سال ۱۹۴۴ ساخته شد.